# Бергнойщат
Бергнойщат (на немски: Bergneustadt) е град в Северен Рейн-Вестфалия, Германия, с 18 940 жители (2015). Намира се на 50 км източно от Кьолн.
- www.stadt-bergneustadt.de

- Бергнойщат